# Diplycosia kalmiifolia
Diplycosia kalmiifolia är en ljungväxtart som beskrevs av Herman Otto Sleumer. Diplycosia kalmiifolia ingår i släktet Diplycosia och familjen ljungväxter. Inga underarter finns listade i Catalogue of Life.